# Stazione di Shigino
Shigino (鴫野駅?, Shigino-eki) è una stazione ferroviaria di Osaka servita dalle linee Katamachi e Ōsaka Higashi della JR West e dalla linea Imazatosuji della metropolitana di Osaka.

## Stazioni adiacenti
| «                                                                  | Servizio          | »                 |
| Linea Imazatosuji                                                  | Linea Imazatosuji | Linea Imazatosuji |
| ------------------------------------------------------------------ | ----------------- | ----------------- |
| Gamō-Yonchōme                                                      | Locale            | Midoribashi       |
| Linea Katamachi (Linea Gakkentoshi)                                |                   |                   |
| Hanaten                                                            | Locale            | Kyōbashi          |
| Presso questa stazione fermano solo i locali della linea Katamachi |                   |                   |
| Linea Osaka Higashi                                                |                   |                   |
| Hanaten                                                            | Locale            | Noe               |